# 다케후시
다케후시(일본어: 武生市)는 후쿠이현에 있었던 시이다. 도시는 1948년 4월 1일에 성립되었다. 2005년 10월 1일에 다케후시는 이마다테군 이마다테정과 합병, 에치젠시가 신설되고 폐지되었다.
다케후시는 에치젠국에 속했던 지역이다. 이전에는 「후츄」로서 사랑받고 있었다. 다케후시는 대규모 지진이나 공습을 당하지 않았고 오래된 거리가 남아 있다. 다케후시의 유래는 죽생(生生)에서 유래되었으며, 2005년 인구 조사 시점의 평균 연령은 43세였다.
가을에는 일본 3대 국화인형 중 하나로 꼽히는 국화인형이 개최된다. 나머지 2개는 간사이 지방의 오사카부 히라카타시와 도호쿠 지방의 후쿠시마현 니혼마쓰시이다.

## 역사
- 1948년 4월 1일 다케후정, 가미야마촌 등 2개 정·촌이 합병, 다케후시가 신설되었다.
- 1950년
  - 1월 1일 다케후시에 뉴군 요시노촌이 편입되었다.
  - 7월 7일 다케후시에 이마다테군 구니타카촌이 편입되었다.
  - 11월 30일: 다케후시에 뉴군 오무시촌이 편입되었다.
- 1951년 3월 30일: 다케후시에 난조군 사카구치촌이 편입되었다.
- 1954년 7월 5일: 다케후시에 난조군 오시오촌, 이마다테군 기타히노촌 등 2개 촌 및 기타신조촌의 일부가 편입되었다.
- 1956년 9월 30일: 다케후시에 이마다테군 아지마노촌이 편입되었다.
- 1959년 8월 1일: 뉴군 시라야마촌이 편입되었다.
- 2005년 10월 1일: 다케후시 및 이마다테군 이마다테정 등 2개 시·정이 합병, 에치젠시가 신설되고 다케후시 등은 폐지되었다.

## 교통

### 철도
- 서일본 여객철도 호쿠리쿠 본선
- 후쿠이 철도 후쿠부선

### 도로
- 호쿠리쿠 자동차도
- 국도 8호선
- 국도 365호선
- 국도 417호선